# Consell de les Associacions de Futbol de l'Àfrica del Sud
El Consell de les Associacions de Futbol de l'Àfrica del Sud (COSAFA) (en anglès: Council of Southern Africa Football Associations, en francès: Conseil des Associations de Football en Afrique Australe, en portuguès: Conselho das Associações de Futebol da África Austral) és l'òrgan de govern de les federacions del sud d'Àfrica de la Confederació Africana de Futbol (CAF).

## Membres de la COSAFA
| Pais        | Any d'ingrés | Federació                             |
| ----------- | ------------ | ------------------------------------- |
| Angola      | 1997         | Federació Angolesa de Futbol          |
| Botswana    | 1997         | Associació de Futbol de Botswana      |
| Comores     | 2007         | Federació de Futbol de les Comores    |
| Lesotho     | 1997         | Associació de Futbol de Lesotho       |
| Madagascar  | 2000         | Federació Malgaixa de Futbol          |
| Malawi      | 1997         | Associació de Futbol de Malawi        |
| Maurici     | 2000         | Associació de Futbol de Maurici       |
| Moçambic    | 1997         | Federació Moçambiquesa de Futbol      |
| Namíbia     | 1997         | Associació de Futbol de Namíbia       |
| Seychelles  | 2000         | Federació de Futbol de les Seychelles |
| Swazilàndia | 1997         | Associació de Futbol d'Eswatini       |
| Sud-àfrica  | 1997         | Federació Sud-africana de Futbol      |
| Zàmbia      | 1997         | Associació de Futbol de Zàmbia        |
| Zimbàbue    | 1997         | Associació de Futbol de Zimbàbue      |

La Federació de Reunió de Futbol és membre associat.